# Jacek Boratyński
Jacek Boratyński herbu Topór – podczaszy  żydaczowski i cześnik sanocki w 1684 roku, porucznik husarii armii koronnej w wyprawie mołdawskiej 1686 roku.
W 1683 roku był dowódcą chorągwi husarskiej koronnej podkanclerzego  koronnego Jana Gnińskiego.